# 團體遊戲
團體遊戲又名團康遊戲、群體遊戲、集體遊戲或集體活動等，參與的人數多數為3個以上。這種遊戲可以是純粹遊戲性質的活動，也可以視為一種實驗學習的活動，幫助團員從遊戲中了解自己，學習人際關係技巧以及如何讓團隊運作。參加者及或主持者可能為一些團體，如教會、老師和學生等。由於參加者可能很多，所以通常需要較大的空間來進行遊戲，如禮堂或學校操場。像二人三足（二人三腳）、跳布袋，大風吹等都是團體遊戲。